# Emilio Banić
Emilio Banić (* 21. März 1993) ist ein kroatischer Basketballspieler.

## Laufbahn
Banić durchlief die Nachwuchsabteilung von KK Zadar. Er spielte für den Verein KK Borik Puntamika Zadar, 2016 gewann er mit dem SV Fellbach in Deutschland den Meistertitel in der 2. Regionalliga, trug zu dem Erfolg in 26 Einsätzen im Mittel 21,2 Punkte bei.
In der Saison 2016/17 bestritt er im selben Land neun Spiele für die TSG Reutlingen in der Regionalliga Baden-Württemberg und kam auf 21,8 Punkte je Begegnung. Im Frühjahr 2017 stand Banić dann bei KK Šentjur in Slowenien unter Vertrag, kam in 13 Spielen auf durchschnittlich 4,8 Punkte. In der 1. Regionalliga in Deutschland verstärkte der Flügelspieler 2017/18 die SG Lützel-Post Koblenz (16 Einsätze: 7,5 Punkte je Begegnung),
Für Gilbertina Soresina (Italien, Serie C Gold) erzielte Banić im Verlauf der Saison 2018/19 in 16 Spielen einen Punktedurchschnitt von 11,2 und gewann mit der Mannschaft den Meistertitel. 2019/20 spielte er für KK Borik Puntamika Zadar in Kroatiens höchster Liga.
Banić stand während der Saison 2021/22 in acht Spielen für den kroatischen Zweitligaverein KK Jazine Arbanasi auf dem Feld, sein Punktedurchschnitt betrug 6,9 je Spiel. Im Frühling 2022 erzielte er in zehn Einsätzen für den Erstligisten KK Borik Puntamika Zadar in Kroatien im Durchschnitt 17 Punkte je Begegnung.
Für den österreichischen Erstligisten Arkadia Traiskirchen erzielte er 2022/23 in 32 Ligaspielen einen Mittelwert von 14,6 Punkten. Ende Oktober 2023 schloss sich Banić dem deutschen Drittligisten SSV Lokomotive Bernau an. Für die Brandenburger kam er bis zum Ende der Saison 2023/24 in 23 Spielen zum Zuge und erzielte einen Mittelwert von 15,5 Punkten.
Im Oktober 2024 kehrte er in die erste Liga Österreichs zurück und schloss sich dem in Eisenstadt ansässigen Burgenländischen Basketballclub Nord (BBC Nord) an.